# Jawaharlal Nehrustadion (Kochi)
Het Jawaharlal Nehru Stadium is een stadion gelegen in het Indiase Kochi.

## Beschrijving
Het Jawaharlal Nehru Stadium, dat vernoemd is naar Jawaharlal Nehru, heeft een capaciteit van 75.000 personen.

## Bespelers
Het stadion wordt gebruikt voor cricket en voetbal. Het nationale Indiaas cricketelftal speelt hier zijn wedstrijden alsook de clubs Kerala Cricket Team en Kerala Strikers. De voetbalclubs Kerala Blasters FC en FC Kochin spelen hier.